# Křižanovice I

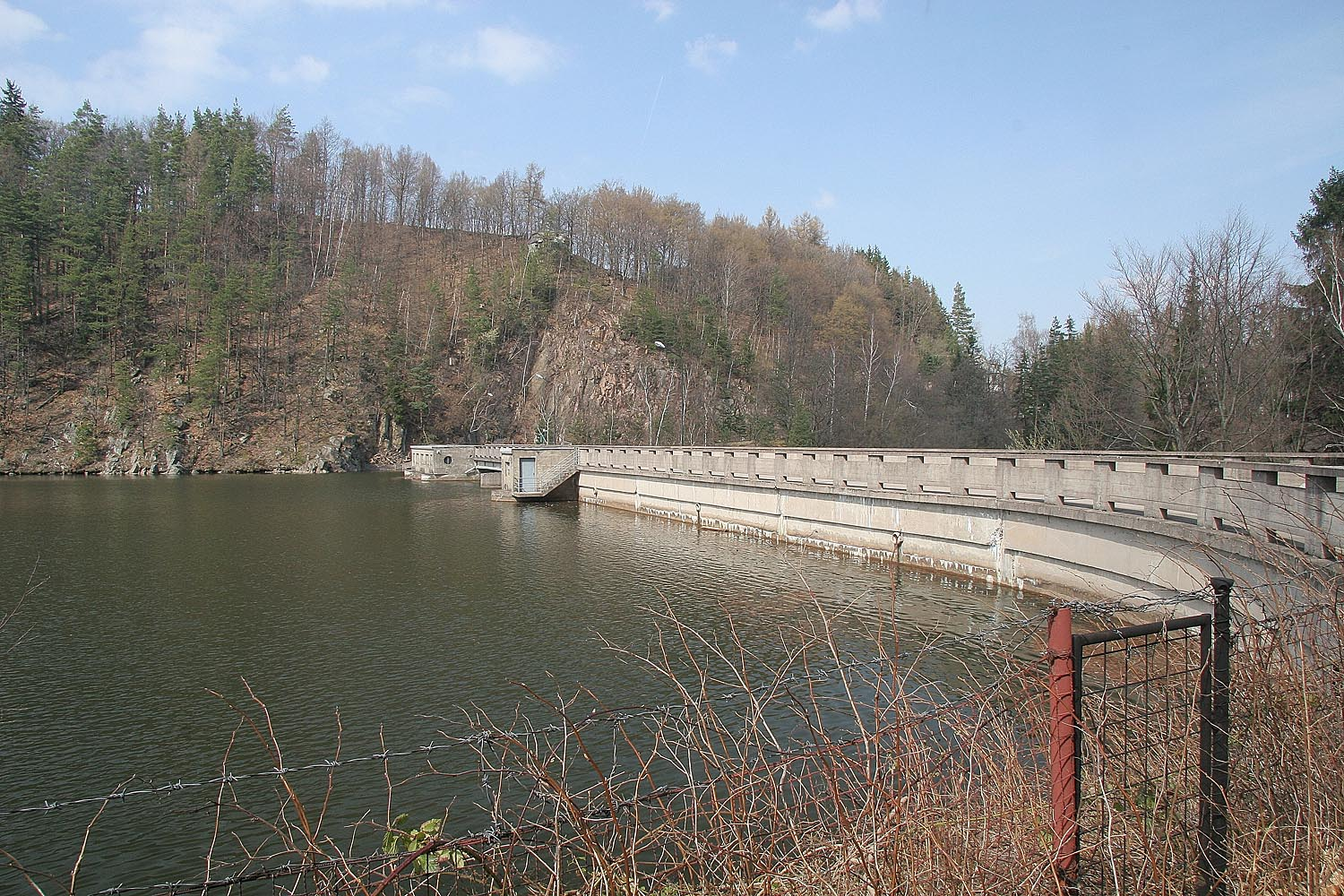
Zapora widziana z góry

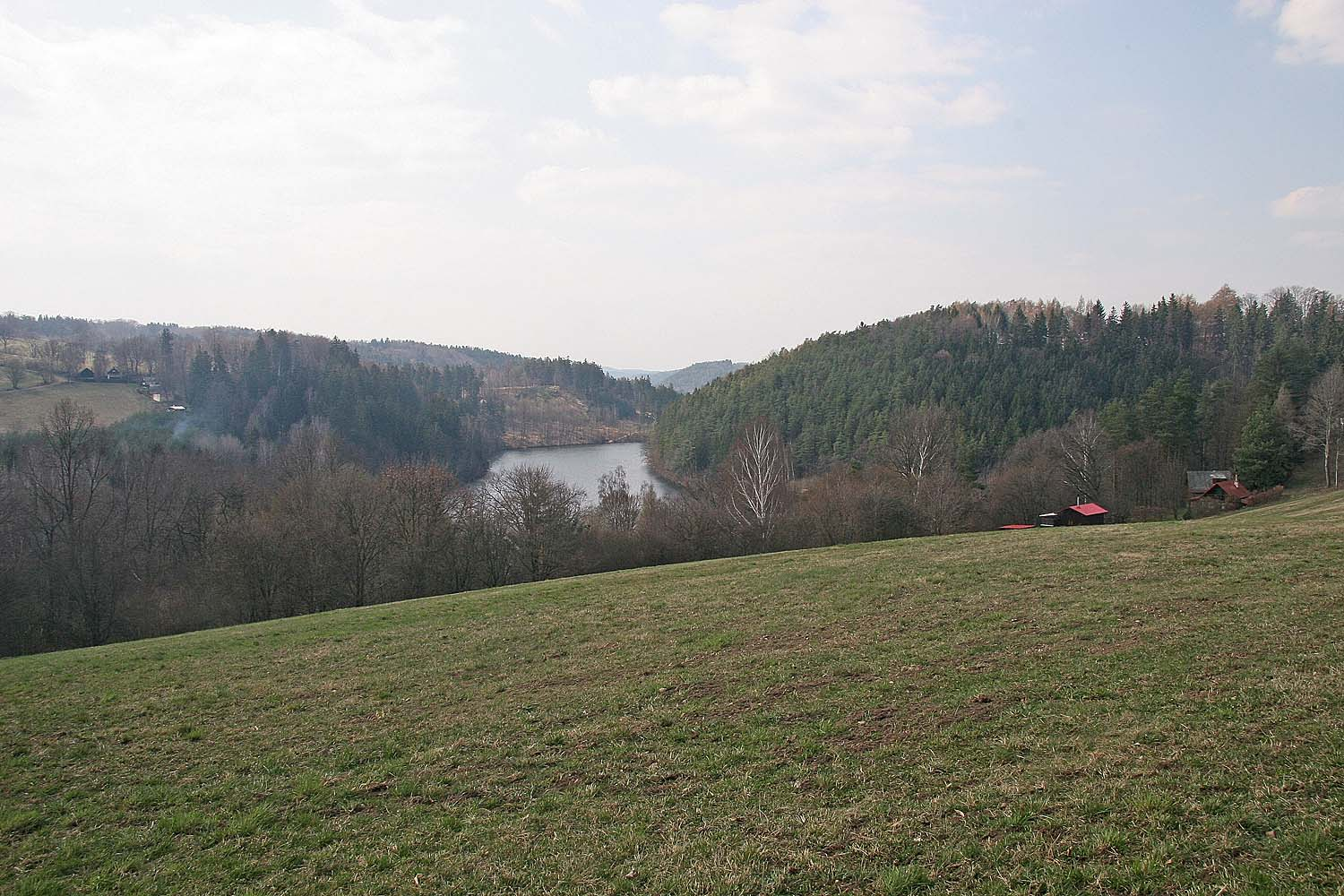
Panorama zbiornika

Křižanovice I – sztuczny zbiornik wodny na rzece Chrudimce, znajdujący się w Czechach, na terenie Gór Żelaznych (Kraj pardubicki). 

## Historia
Zbiornik został wybudowany jednocześnie z drugim (wyrównawczym) – Křižanovice II, w latach 1948–1953. Zajął głęboko wciętą dolinę Chrudimki. Zapora wykonana jest z betonu.

## Dane techniczne
Zbiornik pełni rolę energetyczną i retencyjną. Posiada następujące parametry:
- wysokość zapory – 31,7 m
- długość zapory – 130 m
- szerokość korony – 6,6 m
- objętość wody w zbiorniku – 2,036 miliona m³
- powierzchnia lustra wody – maksymalnie 31,8 ha
- wysokość lustra wody – maksymalnie 404,1 m n.p.m.

Po koronie zapory biegnie droga ze wsi Nasavrky do Křižanovic.

## Funkcja
Woda ze zbiornika jest przesyłana rurociągiem energetycznym o długości 3139 m i średnicy 2,4 m, do elektrowni wodnej w Práčově. W elektrowni znajduje się turbina typu Francisa o mocy 8000 kW. Część wody kierowana jest do stacji uzdatniania Slatiňany-Monaco, na wodociągu Chrudim - Pardubice.